# Митрополичий дом в Бауманском переулке
Митрополи́чий дом Московской патриархии в Бауманском переулке — ныне не существующее одноэтажное деревянное здание с мезонином, располагавшееся в Москве по адресу Бауманский переулок, дом 6 (ныне Бауманская улица, 6), в котором с начала 1930-х годов до 1941 года проживал заместитель патриаршего местоблюстителя (с декабря 1936 года — патриарший местоблюститель) митрополит Сергий (Страгородский). Здесь же размещалась его канцелярия. С 1941 года до смерти (декабрь 1961) в здании проживал митрополит Николай (Ярушевич).

## История
Здание построено после 1913 года и стояло в глубине домовладения № 6 по соседству с заводом проволочных изделий (владение № 4). Этот район с XVIII века входил в приход Богоявленской церкви в Елохове. Согласно книге «Вся Москва. Адресная и справочная книга на 1927 год» в это время в доме располагалась «Кустарное производство п/названием „РУДОМОЛ“», которое предлагало «дробление и размол разных минералов и силикатов на все № сит». Район Бауманского переулка слыл в 1920—1930-е годы дальней и неблагоустроенной окраиной Москвы. Здесь жили фабричные и железнодорожные рабочие, сезонники, служащие местных коммунальных учреждений. Дома́ были в основном деревянными с одним или двумя этажами.
В 1927 году Заместитель патриаршего местоблюстителя митрополит Сергий (Страгородский) вышел из тюрьмы и вернулся к управлению Церковью. Первоначально он поселился в Доме на улице Короленко в Сокольниках, но уже на первом номере «Журнала Московской Патриархии», вышедшего в 1931 году значится адрес Бауманский переулок, 6..

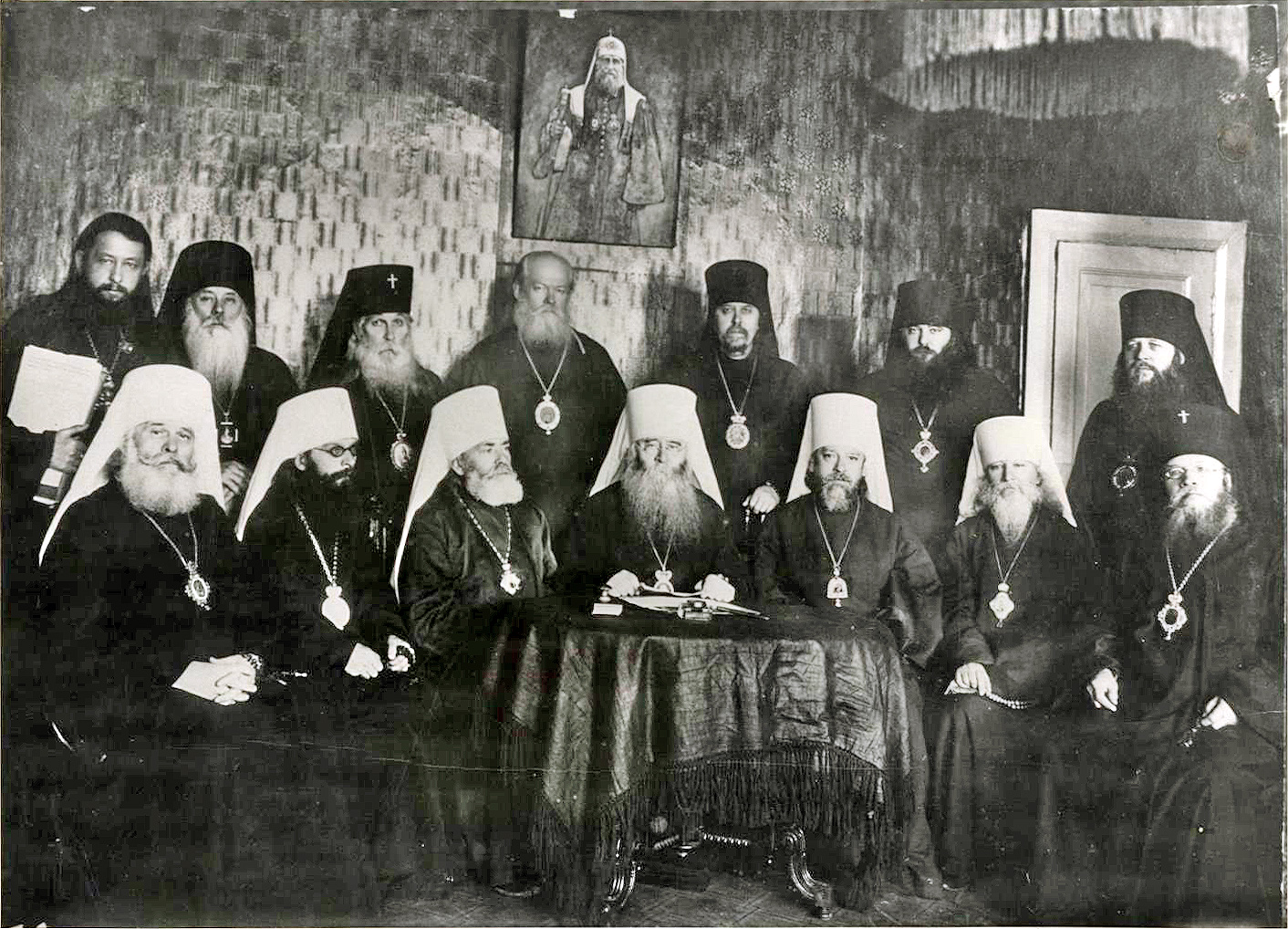
Временный Патриарший Священный Синод. Зимняя сессия 1933—1934

Дом был разделён на две половины: в одной половине была обустроена канцелярия Заместителя патриаршего местоблюстителя и Временного патриаршего священного синода. Здесь трудились управляющие делами Московской Патриархии и правители дел Синода: епископ Волоколамский Питирим (Крылов), которому помогал архимандрит Сергий (Воскресенский), который также был ответственным редактором «Журнала Московской Патриархии». Вторая половина дома была отведена под Московское епархиальное управление, возглавляемое Патриаршим наместником по управлению Московской епархией. С 1928 года эту должность занимал архиепископ Звенигородский Филипп (Гумилевский). После его ареста в 1933 году митрополит Сергий назначил на эту должность архиепископа Дмитровского Питирима (Крылова). В 1934 году его сменил епископ Бронницкий Сергий (Воскресенский), которому помогал епархиальный секретарь протоиерей Сергий Даев. В первые военные месяцы 1941 года Московской епархией недолго руководил архиепископ Можайский Сергий (Гришин).
Так как малые размеры помещения не позволяли устроить здесь не только домовую церковь, но даже моленную келию, располагавшийся неподалёку храм Покрова Пресвятой Богородицы в Красном селе получил статус крестовой патриаршей церкви. Патриарх Пимен вспоминал, что в 1920-е — начале 1930-х годах он вместе с другими клириками, не имевшими своего угла в Москве, порой находил ночлег в доме митрополита Сергия в Бауманском переулке. В Митрополичьем доме в Бауманском переулке бывали разные люди, в том числе — люди искусства, представители интеллигенции.
По воспоминаниям Ольги Подобедовой, посещавшей митрополита Сергия а 1934 году:

В назначенное время (около пяти часов вечера) мы позвонили в дверь небольшого деревянного особняка в Бауманском переулке. Нам открыл дверь архимандрит Афанасий [(Егоров), преподобномученик; расстрелян 19 августа 1937], который, добродушно улыбаясь, промолвил: «Девочки, помните, у нас стены имеют уши, не подведите ни себя, ни Святейшего». Потом он ввел нас в узенькую длинную келью. Вдоль стены от угла, занятого иконами, стоял небольшой стол, кресло, табурет и узенькая, покрытая ослепительно белым тканевым покрывалом постель. На табурете сидел голубоглазый, белый и совершенно глухой ангорский кот. Святейший с доброй улыбкой шагнул нам навстречу, благословил и сказал: «Ну, садитесь и рассказывайте, что у вас там».

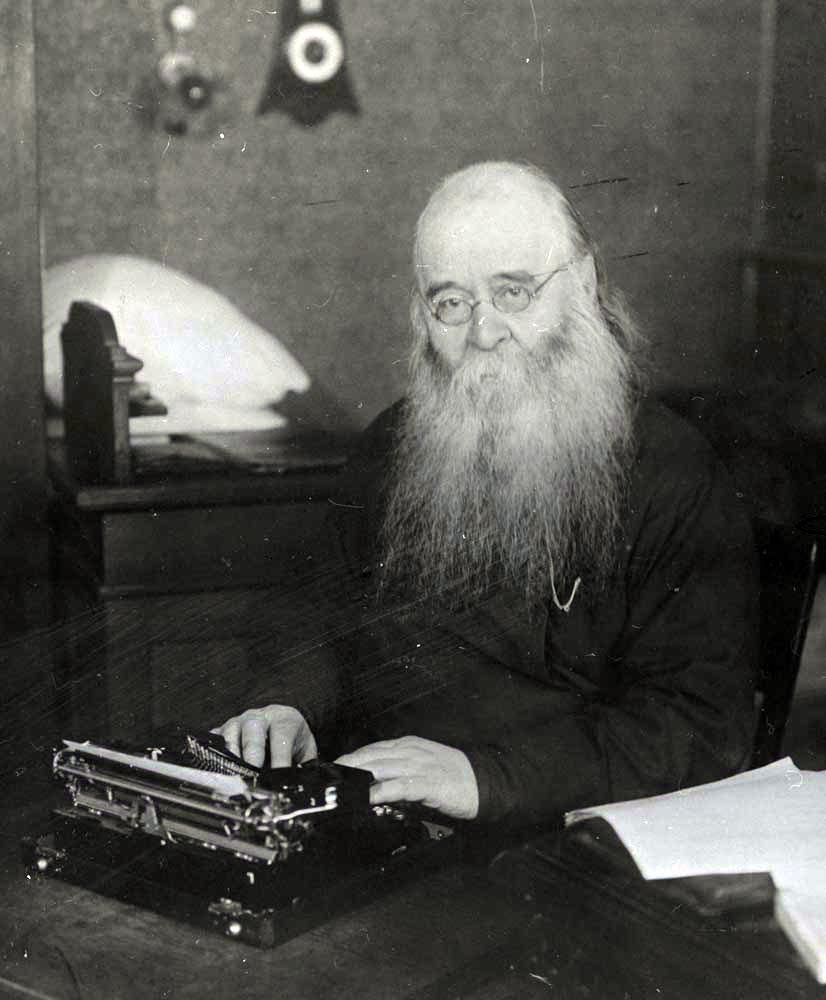
Митрополит Сергий (Страгородский) в своём рабочем кабинете. 1937 год

В мае 1935 года был распущен Временный Патриарший Священный Синод, а летом того же года властями был запрещён выпуск «Журнала Московской Патриархии». К 1939 году вся организационная структура Церкви была практически разрушена, а Патриарший Местоблюститель митрополит Сергий (Страгородский) постоянно ожидал ареста. Тогда же московские власти отобрали одну из двух квартир митрополичьей резиденции в Бауманском переулке.
Тем не менее, в 1940—1941 годах в этой одной оставшейся квартире Московская патриархия осуществила «воссоединение» епархий, доставшихся ей после включения в состав СССР Западной Украины и Белоруссии, Прибалтийских республик, Бессарабии и Буковины. А 10 марта 1941 года в той же квартире был дан обед по случаю 40-летнего служения митрополита Сергия (Страгородского) в архиерейском сане.
22 июня 1941 года митрополит Сергий, отслужив литургию в Богоявленском соборе, вернулся в митрополичий дом Бауманском переулке, где узнал о начале войны. В своём кабинете, он собственноручно отпечатал на пишущей машинке «Послание пастырям и пасомым Христовой Православной Церкви». Это послание вскоре было размножено и разослано по всем уголкам страны.
7 октября 1941 года Моссовет предложил Патриаршему Местоблюстителю выехать из Москвы в эвакуацию вместе со своими сотрудниками. 14 октября, несмотря на плохое самочувствие, митрополит Сергий был вывезен в Ульяновск, куда прибыл 19 октября. Его сопровождали митрополит Киевский и Галицкий Николай (Ярушевич), протоиерей Николай Колчицкий, протодиакон Георгий Антоненко, иеродиакон Иоанн (Разумов) и другие приглашенные им частные лица.
«На время отсутствия Патриархии из Москвы заведование церковными делами по г. Москве» митрополит Сергий возложил на назначенного почётным настоятелем храма в честь Сошествия Святого Духа на Даниловском кладбище «с титулом архиепископа Волоколамского» Алексия (Палицына), в помощь которому был оставлен в Москве епархиальный секретарь протоиерей Сергий Даев. В середине февраля 1942 года митрополит Николай вернулся в Москву и всё последующее время жил в Москве. 28 февраля 1942 года он писал в Ульяновск митрополиту Сергию: «Нашей столовой в патриархии является сейчас комната отца Иоанна, так как стол в столовой а[рхиепископом] Алексием [Палицыным] обращён в его рабочий, или письменный, стол. В квартире холодно: в канцелярии 5°С, в комнате моей (за перегородкой) — столько же, а в столовой (то есть в комнате а[рхиепископа] Алексия) — градусов 10. Дрова на исходе, но я уже принял меры к подысканию следующей партии дров».
В изданной в 1942 году пропагандистской книге «Правда о религии в России» опубликованы фотографии двух углов одной и той же комнаты этого дома — одна с подписью «Кабинет Митрополита Сергия» (с. 49), другая — «Келия Митрополита Сергия» (с. 51).
31 октября 1942 года митрополит Николай сообщил в Ульяновск важную новость: «Вчера, будучи приглашён в Моссовет, я узнал, что согласно нашему ходатайству в Моссовете решено предоставить Патриархии и вторую (ранее ей принадлежавшую) квартиру в доме № 6, то есть предоставить нам весь дом целиком. В ближайшее время предполагается освободить для нас площадь этой второй квартиры. Предстоит, конечно, ремонт, так как та квартира очень запущена».
31 августа 1943 года митрополит Сергий прибыл на Казанский вокзал, где был с почётом встречен православными верующими Москвы. Присутствовавший при этой встрече епископ Молотовский Александр (Толстопятов) так написал об этом дне:

С нескрываемой радостью Блаженнейший вошёл в свои скромные покои в Бауманском переулке. Всё было ему любо, всё по душе: и привычная мебель, и угольник с иконостасом, и портреты святителей на стенах, и живые лица любезных ему москвичей. Всё располагало его к спокойствию и уюту, к уединённой молитве, к размышлениям и трудам. Иноческие подвиги прочно сложили монашеский быт Первосвятителя Русской Православной Церкви, и его душа не искала и не хотела ничего большего, ничего лучшего. Кто бы поверил, что в тихом уголке переулка, в деревянном домике с мезонином обитает старец, мудрейший среди православных святителей, уже 17 лет правящий Церковью на необъятных просторах Союза ССР!
4 сентября 1943 года произошла встреча Иосифа Сталина с митрополитами Сергием (Страгородским), Алексием (Симанским) и Николаем (Ярушевичем). Во время этого разговора Сталин поднял вопрос о предоставлении Московской Патриархии помещения и транспорта, сказав: «Вот мне доложил товарищ Карпов, что вы очень плохо живёте: тесная квартира, покупаете продукты на рынке, нет у вас никакого транспорта. Это неправильно, и правительство хотело бы вам в этих и в других вопросах помочь». В ответ на что митрополит Сергий просил предоставить для размещения Патриархии и проживания Патриарха игуменский корпус в бывшем Новодевичьем монастыре. Сталин в ответ на это предложил особняк в Чистом переулке
5 сентября 1943 года Московской Патриархии был передан в особняк в Чистом переулке, а деревянный дом в Бауманском переулке остался в распоряжении митрополита Николая (Ярушевича), который с 28 января 1944 года, носил титул митрополита Крутицкого и являлся управляющим Московской епархией.
Владимир Никанорович Кузнецов, староста храма Святителя Николая на Берсеневке, неоднократно посещавший митрополита Николая в его доме в Бауманском переулке, вспоминал:

Архиерейский дом стоял в глубине участка и напоминал скорее не городское, а неказистое деревенское жилое строение. Посетитель поднимался по лестнице высокого крыльца, пристроенного слева к деревянному дому, и, открыв входную дверь, попадал в прихожую, к которой справа примыкала кухня-трапезная. Обстановка в этой части дома была самая простая, вдоль стен стояли лавки. Дверь налево вела в кабинет Владыки. Здесь, в переднем углу, справа от окна висели иконы, а под ними стоял старинный письменный стол. В левом от окна углу между креслами находился красивый светильник-торшер со столиком, под зелёным абажуром. У левой же стены стоял диван, а всё свободное пространство у других стен и в простенках у окна было занято шкафами и стеллажами с книгами. В комнате была ещё одна дверь, ведущая во внутренние покои Владыки, в которые посетители не приглашались
Кроме того, дом был описан и в других воспоминаниях:

Ветхий домик состоял из тёмной кухни, из которой дверь вела в две комнаты. Большая, если можно так её назвать, и из неё дверь в его келью, где помещалась, с одной стороны, узкая железная кровать и, с другой, стеллажи с книгами и, конечно, уголок с иконами. В большой комнате, в середине её, стол весь занятый книгами, рукописями, бумагами, телефонами и угол с иконами и лампадами. Вот и вся обстановка комнаты, да ещё пару кресел у стола.
В целом, дом поражал своим неудобством для жилья. Так жил Владыка, выдающийся иерарх — в ветхом, мало пригодном для жилья доме, ещё и потому непригодном, что был очень холодным в зимнее время года.
Необычайная скромность во всем была присуща этому человеку: и в одежде (солдатские сапоги, ряса, в зимнее время тонкий свитер — домашняя одежда Владыки), и в питании. Готовила ему монахиня-старушка <…> её имя Дарья.

В доме невозможно было сделать ремонт — негде разместить вещи, книги, а на просьбу архиерея дать ему временное жилище, хотя бы в Новодевичьем монастыре, последовал отказ.
К концу 1950-х годов митрополиту Николаю стало известно, что дом подлежит сносу в связи с намечавшимся по плану реконструкции Бауманского района строительством детского сада «Солнышко». Обеспокоенный этим обстоятельством, митрополит Николай обратился на одном из приёмов к секретарю ЦК КПСС Е. А. Фурцевой, которая обещала оказать ему содействие в получении нового жилья. Однако позже снос дома в Бауманском переулке был перенесён на 1965 год.
21 июня 1960 года митрополит Николай был освобождён от обязанностей председателя ОВЦС, а 19 сентября того же года и от управления Московской епархией. В начале ноября того же года, вернувшийся в Москву митрополит Николай настоял на праве остаться в своём старом доме. Об этом написал лично знавший митрополита Николая (Ярушевича) Анатолий Краснов-Левитин: «Прямо с вокзала Митрополит проехал в свою резиденцию, в деревянный дом в Бауманском переулке, где отныне предстояло ему провести последний год его жизни. Сумрачный и одинокий это был год. Вначале Митрополита Николая хотели услать в один из сохранившихся монастырей. Владыка категорически отказался, заявил: „Я гражданин, прописанный в Москве в Бауманском переулке, — и буду жить здесь“». Кроме митрополита Николая в доме жила престарелая монахиня Дарья, помогавшая ему по хозяйству. В Светлую ночь Митрополит Николай написал Патриарху следующее письмо: «Первый раз в жизни в Светлую ночь я не в храме, сижу один в своей комнате и плачу». После этого ему было послано приглашение отслужить литургию на Светлой неделе в четверг, в трапезном храме Троице-Сергиевой Лавры. Это было его последнее служение.
В октябре 1961 года митрополит Николай заболел пневмонией и был отвезён в Боткинскую больницу. Идти он не мог. В дверь носилки не проходили. Пришлось выломать окно. В свой дом он уже не вернулся: 13 декабря 1961 года он скончался и через два дня был погребен в крипте храма Смоленской иконы Божией Матери в Троице-Сергиевой Лавре.
После этого митрополичий дом в Бауманском переулке был снесён. После сноса дома здесь появился детский сад с названием «Солнышко». В 1969 году на этом месте был возведён Центральный тепловой пункт (ЦТП) завода счётно-аналитических машин, располагавшегося по соседству.